# Якупов, Рауль Ниязович
Рауль Ниязович Якупов (род. 21 июня 2004, Набережные Челны, Татарстан) — российский хоккеист, нападающий.

## Биография
Двоюродный младший брат Наиля Якупова. Воспитанник нижнекамского «Нефтехимика». С сезона 2020/21 — игрок команды МХЛ «Реактор». Дебютировал в КХЛ в сентябре 2021 года, проведя за «Нефтехимик» два матча. С января 2024 года стал играть и за третью команду системы «Нефтехимика» — ижевскую «Ижсталь» из ВХЛ. За 172 игры в МХЛ Рауль набрал 158 (88+70) очков. Также на его счету 19 игр в ВХЛ (9 голов и 3 передачи) и 30 матчей в КХЛ (один гол и одна результативная передача).
В октябре 2024 года «Адмирал» взял Якупова в аренду у «Нефтехимика». В декабре 2024 года аренда игрока была прекращена по соглашению сторон, и он вернулся в нижнекамский клуб. Однако, спустя несколько дней предложение об аренде сделал «Ак Барс», куда и отправился игрок.